# Гимназија „Бора Станковић” Бор
Гимназија „Бора Станковић” у Бору почела је са радом 1944. године, као прва средња школа у историји Бора.

## Историјат
Године 1954. године дошло је до раздвајања виших и нижих разреда и припајања њих основним школама у Бору. Док су виши разреди формирали самосталну школу и „вишу” гимназију до данас. Виша мешовита гимназија је 26. фебруара 1957. године добила име „Бора Станковић”, од школске 1959/60. године постаје општеобразовна јединствена четворогодишња школа са два смера: друштвено-језичким и природно-математичким. 
Међутим, доношењем Закона о средњем усмереном образовању од стране Скупштине СР Србије 1976. године и формирањем Политехничког образовног центра „Иво Лола Рибар” школске 1979/80. године у систему средњег образовања гимназија престаје да ради. Након једне деценије, Скупштина општине Бор доноси одлуку о оснивању гимназије. На тој основи, школске 1990/91. године поново је почела да ради Гимназија под пређашњим именом из 1976. године.

## Гимназија данас
Школа располаже са 15 класичних учионица, 3 специјализоване учионице (два кабинета рачунарства и информатике, једна лабораторија за хемију, 3 опремљена кабинета за физику, хемију и ликовну културу, просторијом за наставничку канцеларију, просторијом за ученичке активности (Лолина соба), библиотеку, канцеларијама за директора школе, секретара школе, књиговодство (рачуноводство) и стручног сарадника, просторијама за помоћно особље, оставама и три санитарна чвора. За извођење наставе физичког васпитања користи се фискултурна сала која се користи заједно са Машинско-електротехничком школом. 